# Auchmophanes
Auchmophanes är ett släkte av fjärilar. Auchmophanes ingår i familjen nattflyn.
Kladogram enligt Catalogue of Life:
| Auchmophanes | \| \| Auchmophanes nothusalis \| \| \| \| \| \| Auchmophanes ochrospila \| \| \| \| |
|              | \| \| Auchmophanes nothusalis \| \| \| \| \| \| Auchmophanes ochrospila \| \| \| \| |
|              | Auchmophanes nothusalis                                                             |
|              |                                                                                     |
|              | Auchmophanes ochrospila                                                             |
|              |                                                                                     |